# Église de la Nativité-de-la-Sainte-Vierge de Vauxcéré
L'église de la Nativité-de-la-Sainte-Vierge est une église située aux Septvallons dans la commune déléguée de Vauxcéré, en France.

## Localisation
L'église est située sur la commune des Septvallons dans la commune déléguée de Vauxcéré, dans le département de l'Aisne.

## Historique

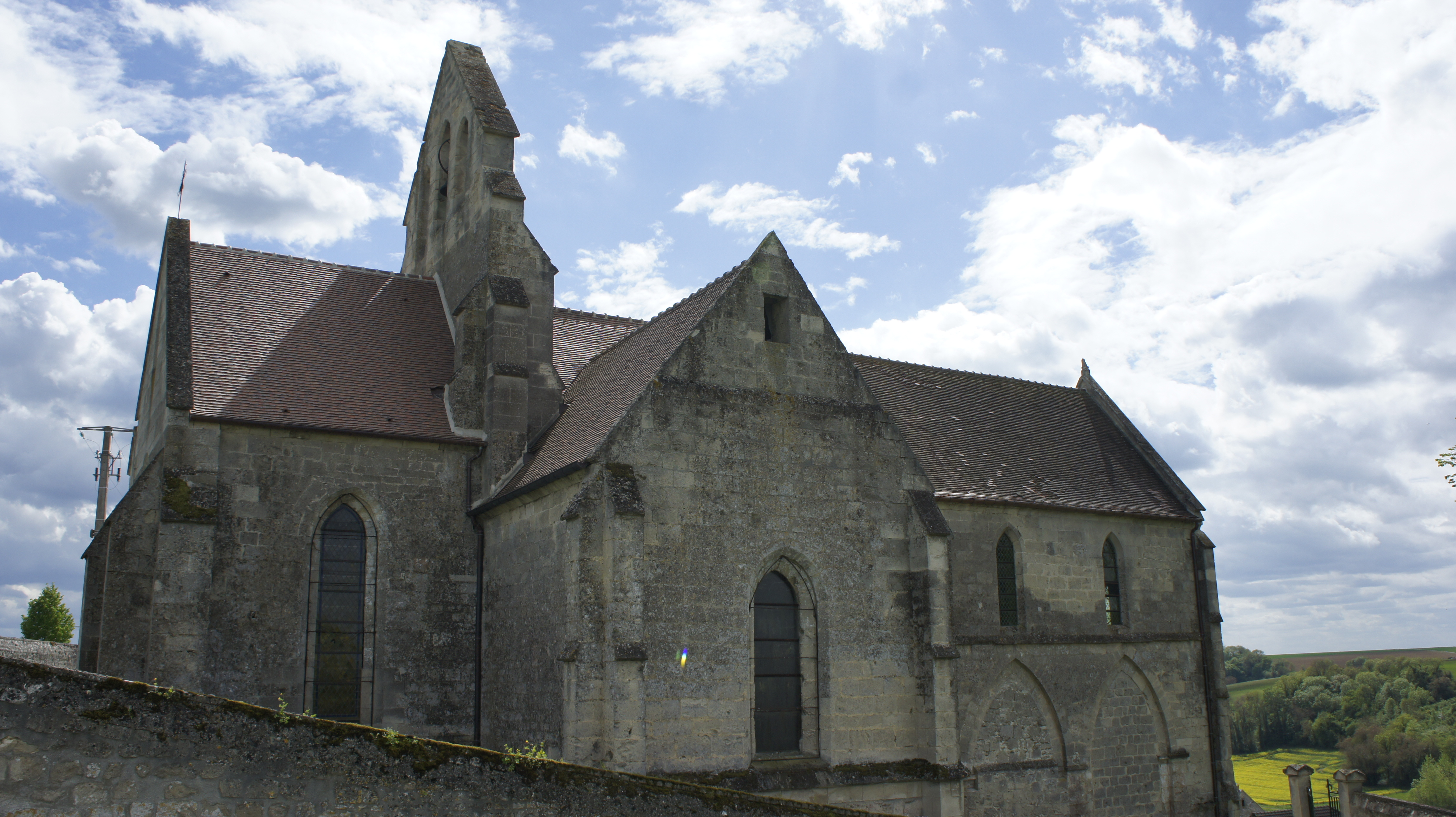
Côté nord, clocher, transept et arcs-boutants visibles.

Le bâtiment a subi beaucoup de dégâts lors de la Première Guerre mondiale et a été rebâti sans son clocher ; les bas côtés, dont il reste une trace sur le bras nord de transept, auraient disparu lors de la Guerre de cent ans. Les espaces entre les piliers ont été fermés.
L'église est classée au titre des monuments historiques par arrêté du 17 décembre 1924.

## Galerie

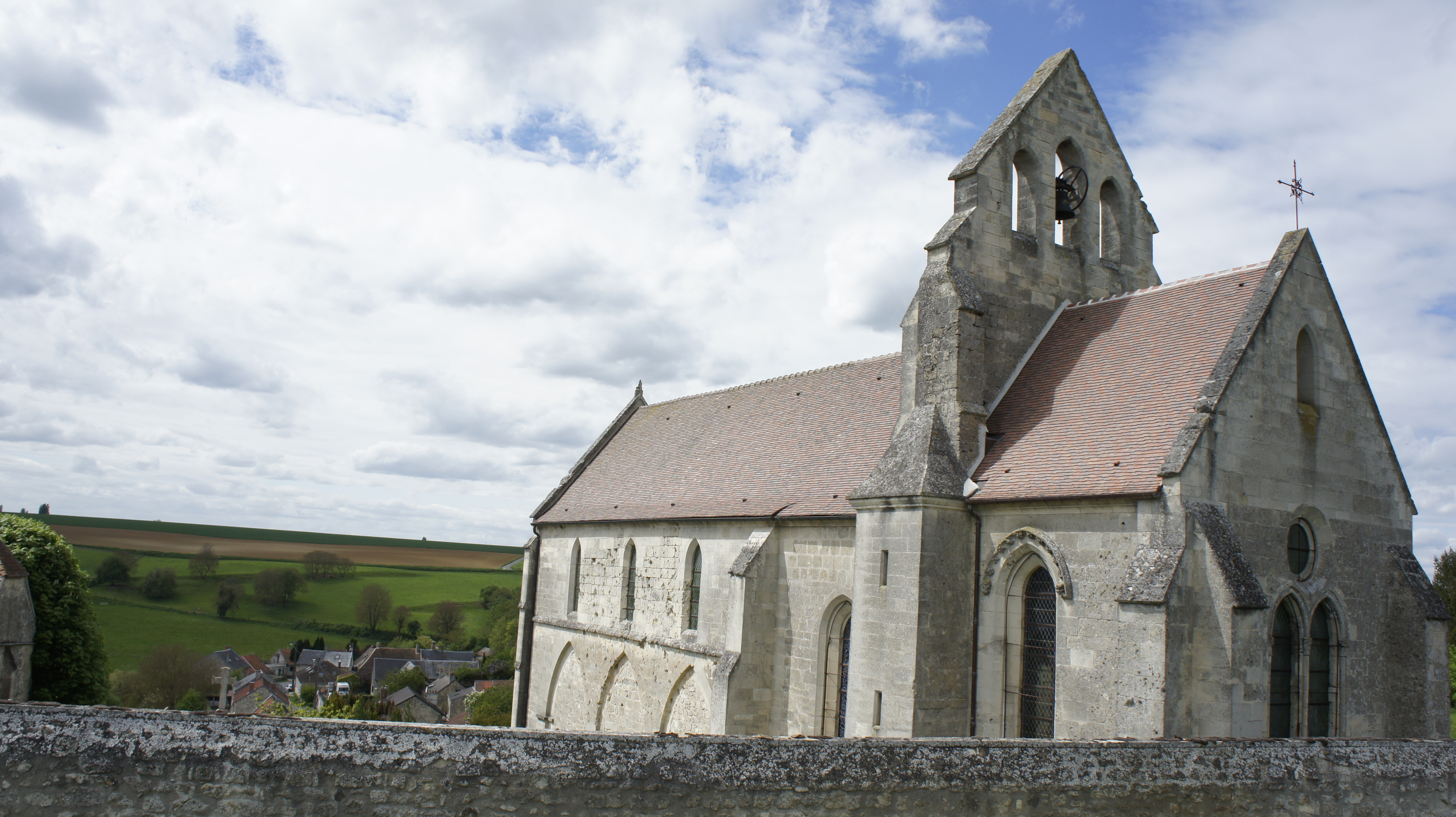
L'église et son clocher remanié à la suite des destructions de la Première Guerre mondiale.
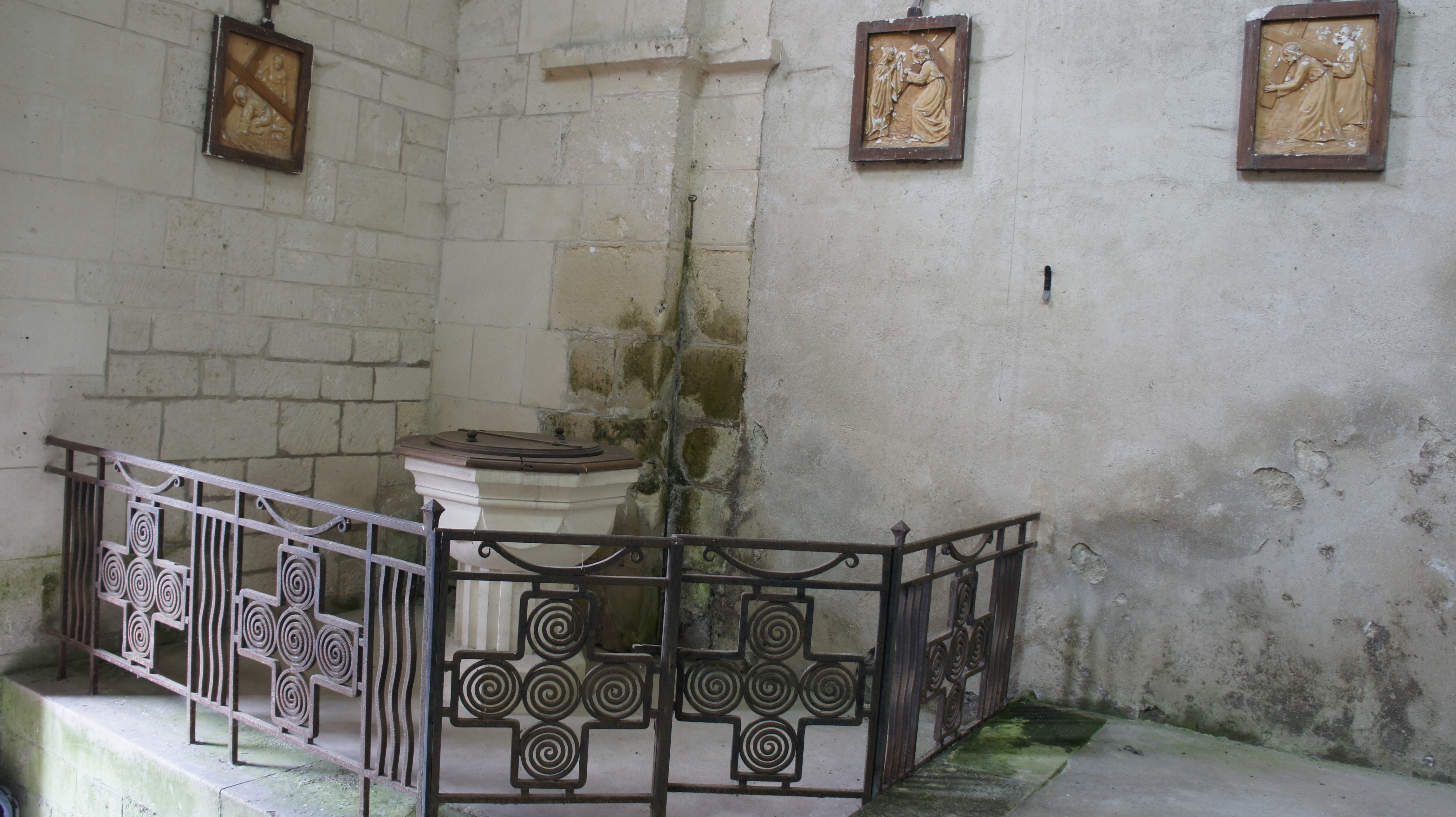
Fonts baptismaux.
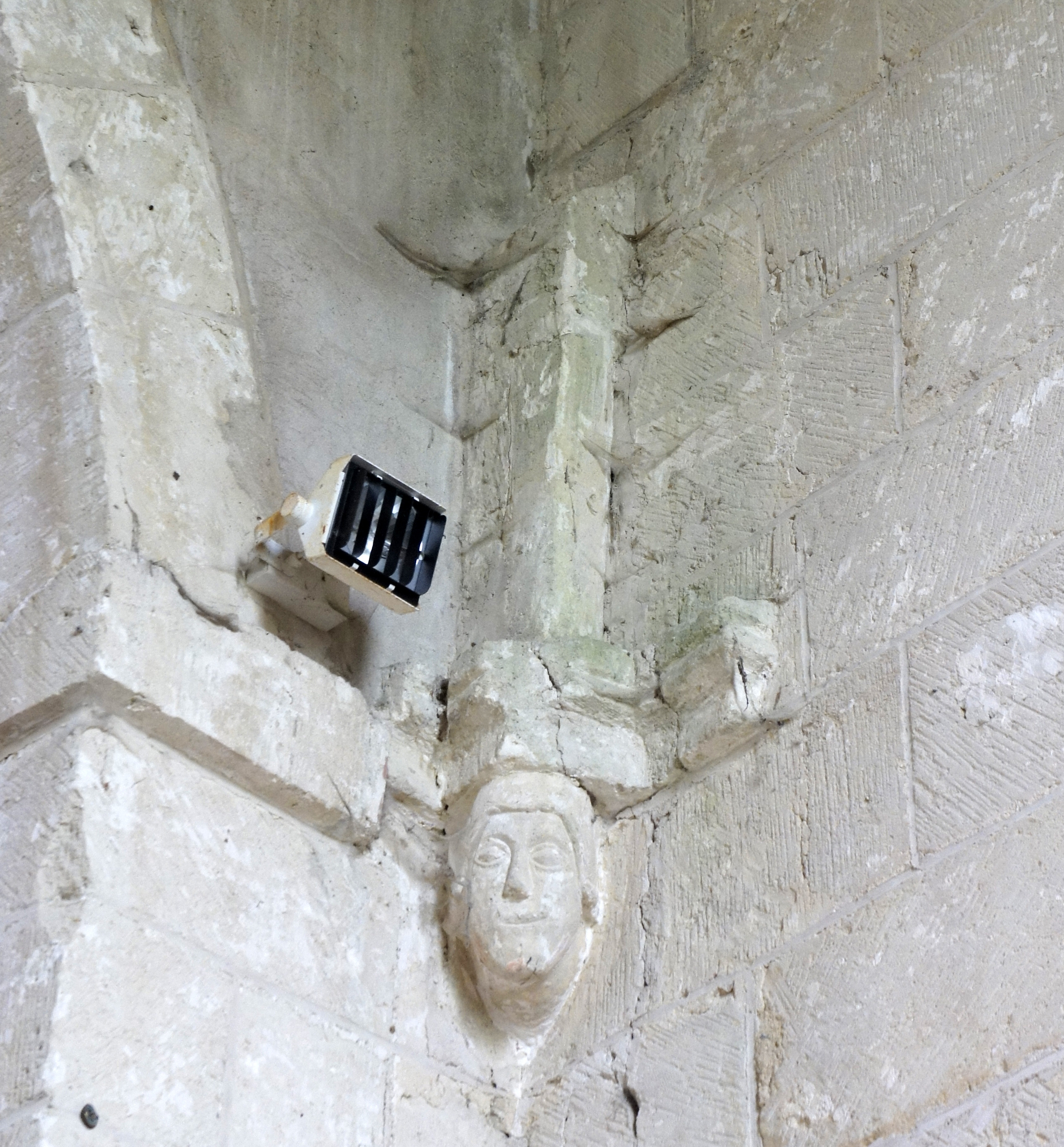
Sculpture.
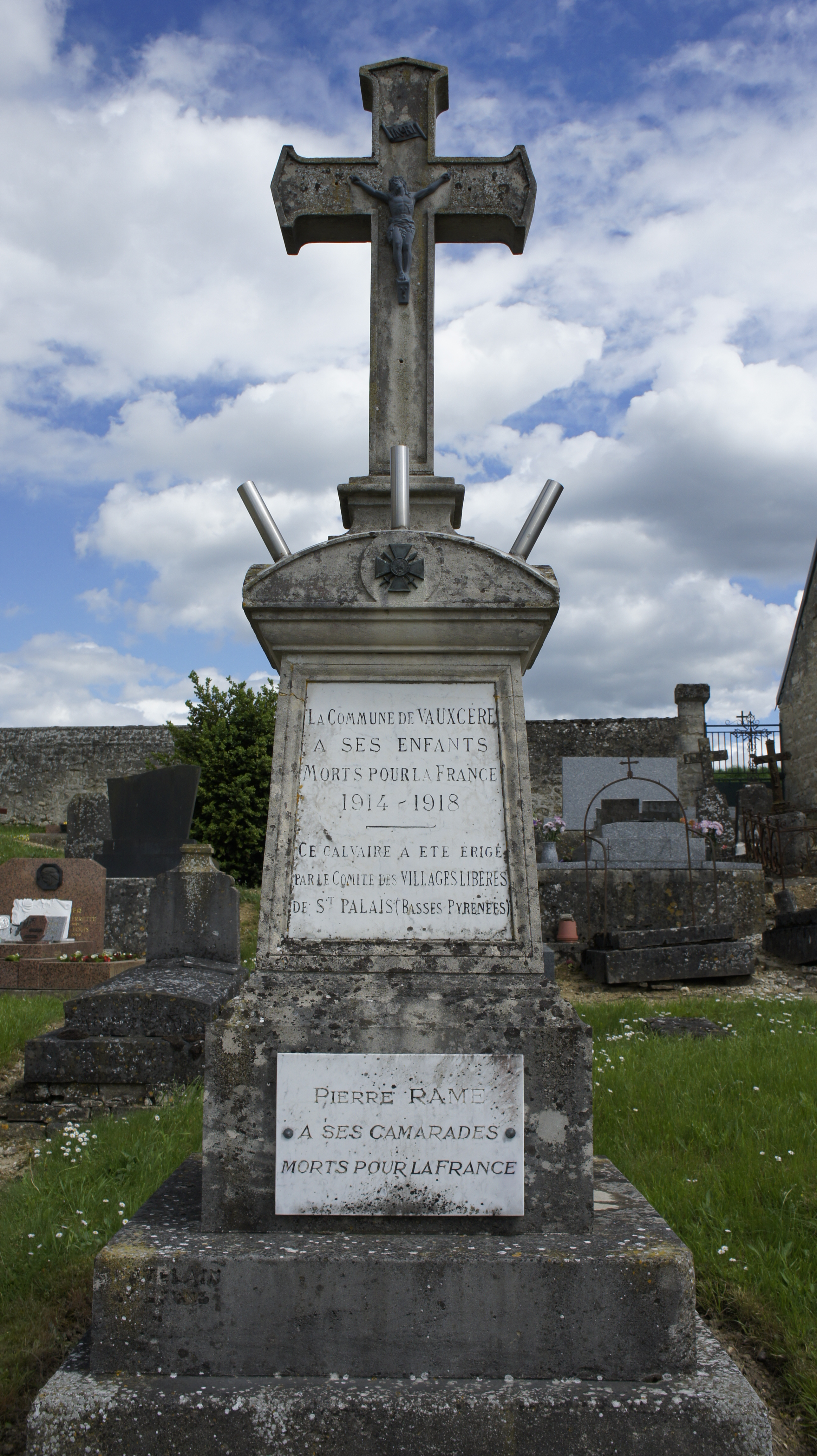
Monument aux morts de la Première Guerre mondiale offert par la ville de Saint-Palais.